# Luigi Renna

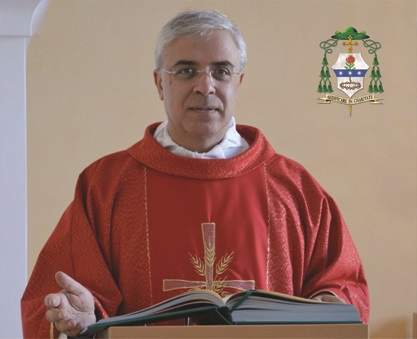
Luigi Renna (2015)

Wappen von Luigi Renna als Erzbischof

Luigi Renna (* 23. Januar 1966 in Corato, Provinz Bari, Italien) ist ein italienischer Geistlicher und römisch-katholischer Erzbischof von Catania.

## Leben
Luigi Renna empfing am 7. September 1991 das Sakrament der Priesterweihe für das Bistum Andria. Dort war er von 1993 bis 1997 Rektor des Priesterseminars, ehe er Rektor des Knabenseminars der Diözese wurde. Diesen Posten behielt Renna bis 2009. Zwischen 2002 und 2009 war er Vizepostulator beim Seligsprechungsprozess für Giuseppe Di Donna, der im 20. Jahrhundert Bischof von Andria war. 2009 wurde er Rektor des Seminars Pio XI in Molfetta.
Papst Franziskus ernannte ihn am 1. Oktober 2015 zum Bischof von Cerignola-Ascoli Satriano. Die Bischofsweihe spendete ihm der Erzbischof von Bari-Bitonto, Francesco Cacucci, am 2. Januar des folgenden Jahres im Sportpalast von Andria. Mitkonsekratoren waren der Bischof von Andria, Raffaele Calabro, und sein Amtsvorgänger Felice di Molfetta. Die Amtseinführung im Bistum Cerignola-Ascoli Satriano fand am 16. Januar 2016 statt.
Vom 8. Mai 2018 bis zum 26. Januar 2019 war er zudem Apostolischer Administrator des vakanten Erzbistums Manfredonia-Vieste-San Giovanni Rotondo.
Am 8. Januar 2022 ernannte ihn Papst Franziskus zum Erzbischof von Catania. Die Amtseinführung Rennas fand am 19. Februar desselben Jahres statt.